# Benguelska struja
Benguelska struja je hladna morska struja koja kreće iz voda Antarktike odnosno južnog Atlantika. Od Rta dobre nade teče prema sjeveru uz zapadnu obalu Afrike do ekvatora, i zajedno sa stalnim jugozapadnim vjetrovima glavni je razlog nastanka pustinje Namib i trajno aridne klime Namibije gdje gotovo da nema padalina. Istovremeno, Benguelska struja je vrlo bogata kisikom pa zato i planktonom, što privlači veliku količinu riba, pa je, slično kao Humboldtova struja, vrlo bogat morski ekosustav.
Ova struja sastoji se od vodenih masa hladne Cirkumpolarne i manjeg dijela tople Agulhaške struje (koja se od tropskih područja Indijskog oceana spušta uz istočnu obalu Afrike do Agulhaškog rta i kod Rta dobre nade se ponovo vraća prema izvorištu). 
Kad stigne u blizinu ekvatora, Benguelska struja skreće prema zapadu i prelazi u Atlantsku južnu ekvatorsku struju, da bi se u blizini američkog kontinenta razdvojila i sjevernim ogrankom svojom vodom koja se u međuvremenu prolazeći kroz Karipsko more i Meksički zaljev ugrijala, "hrani" Golfsku, a južni silazi prema jugu postavši Brazilska struja.